# Kartoffelkäfer
Der Kartoffelkäfer (Leptinotarsa decemlineata – etwa: „Zehnstreifen-Leichtfuß“), auch Erdäpfelkäfer oder Coloradokäfer genannt, ist eine Art aus der Familie der Blattkäfer. Der Käfer ist ein schwerwiegender Schädling im Kartoffelanbau.

## Merkmale
Der 7 bis 15 Millimeter lange Kartoffelkäfer ist gelb, wobei sein Halsschild schwarze Flecken aufweist und sich auf den Flügeldecken zehn dunkle Längsstreifen befinden. Er wiegt 50 bis 170 mg. Bei Gefahr kann der Kartoffelkäfer ein unangenehm schmeckendes Wehrsekret ausscheiden; seine auffällige Färbung wird daher als Warntracht gesehen.

## Verbreitung und Ausbreitung

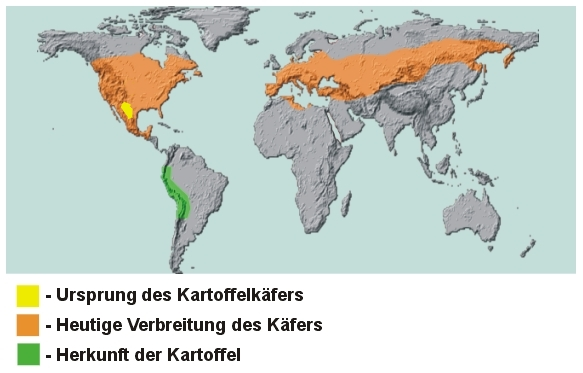
Heutige Verbreitung von Käfer und Kartoffel

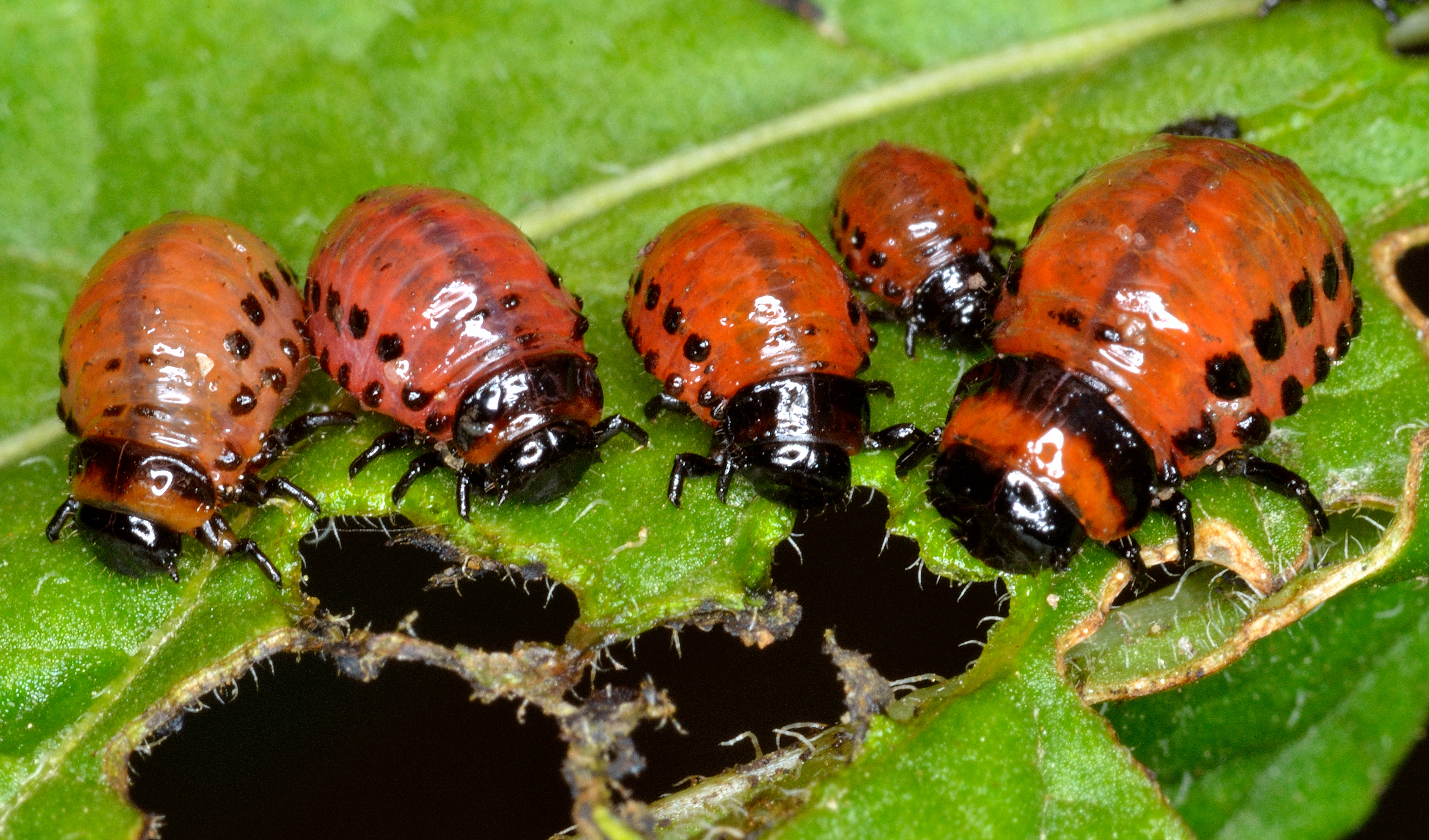
Larven des Kartoffelkäfers

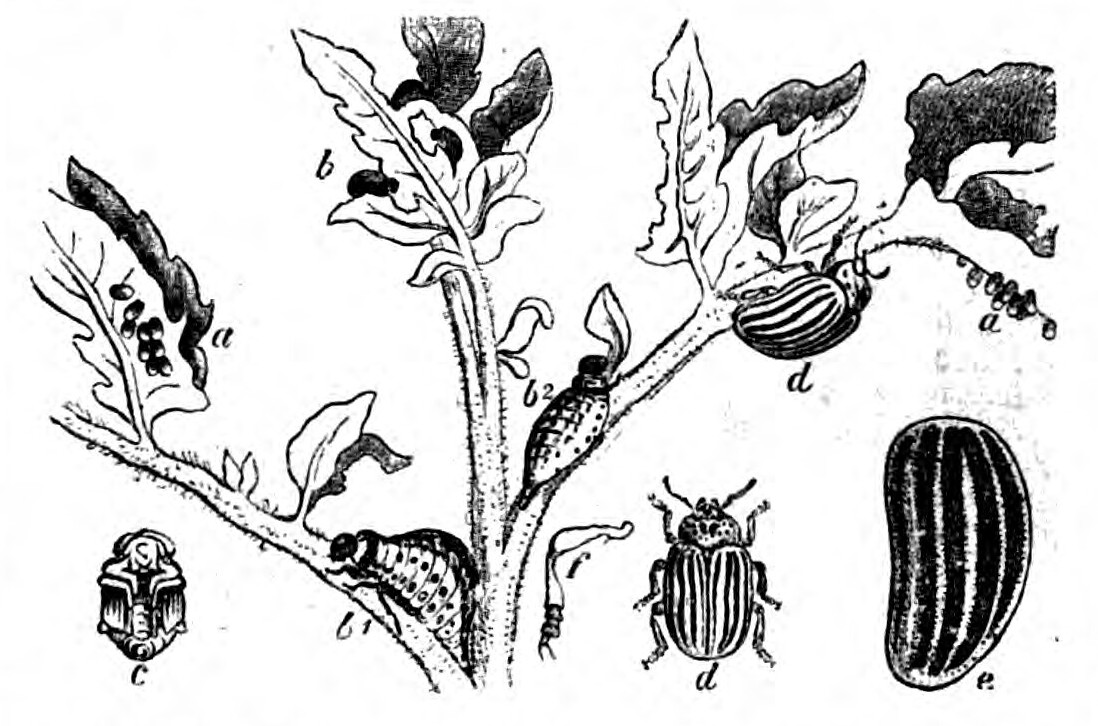
Eier (a), Larven (b) und Imagines (d) des Kartoffelkäfers, abgebildet 1873 in der Zeitschrift Die Gartenlaube

Der Kartoffelkäfer ist heute weltweit verbreitet. Seine Heimat lag ursprünglich in Zentralmexiko. Die erste dokumentierte Sichtung stammt von 1811, die wissenschaftliche Beschreibung von 1824. Damals war der Käfer noch nicht mit der Kartoffel assoziiert, sondern mit anderen Solanum-Arten. Später stellte man große Ansammlungen dieser Tiere im US-Bundesstaat Colorado fest. In der Annahme, dass jener daher der Herkunftsort des Käfers sei, gab man ihm seinen bis heute im englischsprachigen Raum gültigen Artnamen: Colorado potato beetle, zu deutsch „Colorado-Kartoffelkäfer“.
In Europa befürchtete man spätestens 1869 eine Einschleppung des Kartoffelkäfers mit amerikanischen Saatkartoffeln, und die erste Sichtung erfolgte 1877 in den Hafenanlagen von Liverpool und Rotterdam. In Deutschland sind die ersten Funde für Mülheim am Rhein und Schildau bei Torgau ebenfalls für 1877 belegt. Bereits zu dieser Zeit wurde von erheblichen Anstrengungen berichtet, die Plage einzudämmen.
1887 und 1914 traten neue größere Befallsherde in Europa auf. 1922 vernichtete der Käfer 250 km² Kartoffelbestände um Bordeaux. 1935 tauchte er in Lothringen und Belgien auf. 1936 wurde er erstmals in Luxemburg festgestellt und 1937 erstmals in der Schweiz.

## Nahrung
Seine ursprüngliche Nahrungspflanze in Mexiko war der Stachel-Nachtschatten (Solanum rostratum), der wie die Kartoffel zur Gattung der Nachtschatten (Solanum) aus der Familie der Nachtschattengewächse gehört und inzwischen auch Deutschland als Neophyt erreicht hat. Der Übergang auf die Kartoffel vollzog sich im Verlauf des Vordringens weißer Siedler in den USA, die dort ihre Kartoffelpflanzungen anlegten.
Der Kartoffelkäfer und seine Larven ernähren sich von Teilen der Kartoffelpflanze, daher auch sein deutscher Name. Kartoffelkäfer können innerhalb kurzer Zeit ganze Felder kahl fressen. Es werden aber auch andere Nachtschattengewächse, insbesondere auch weitere Nutzpflanzen wie Aubergine, Paprika, Tabak und Tomaten befallen. Experimentell bewährte sich Bittersüßer Nachtschatten als Futterpflanze des Kartoffelkäfers. Dieses Futter ernährte die Larven umso besser, je höher der saisonale Proteingehalt war und je weniger der Solaninanteil betrug.
Die Vermutung, dass der Käfer α-Solanin aus Solanum sequestriert, konnte nicht bestätigt werden.

## Entwicklung
Die Käfer legen im Juni an den Blattunterseiten der Kartoffelpflanze jeweils Pakete von 20 bis 80 gelben Eiern ab. Insgesamt sind es pro Weibchen etwa 1200 Eier. Aus den Eiern schlüpfen nach 3 bis 12 Tagen die Larven. Sie sind rötlich und haben an den Seiten und am Kopf schwarze Punkte. Die Larven wachsen schnell heran und häuten sich dreimal. Nach 2 bis 4 Wochen kriechen sie in die Erde, um sich dort zu verpuppen. Nach ungefähr zwei weiteren Wochen schlüpfen die Kartoffelkäfer, die jedoch noch mindestens eine Woche im Boden bleiben. Pro Jahr treten ein bis zwei Käfergenerationen auf. Kartoffelkäfer überwintern im Boden.

## Bekämpfung

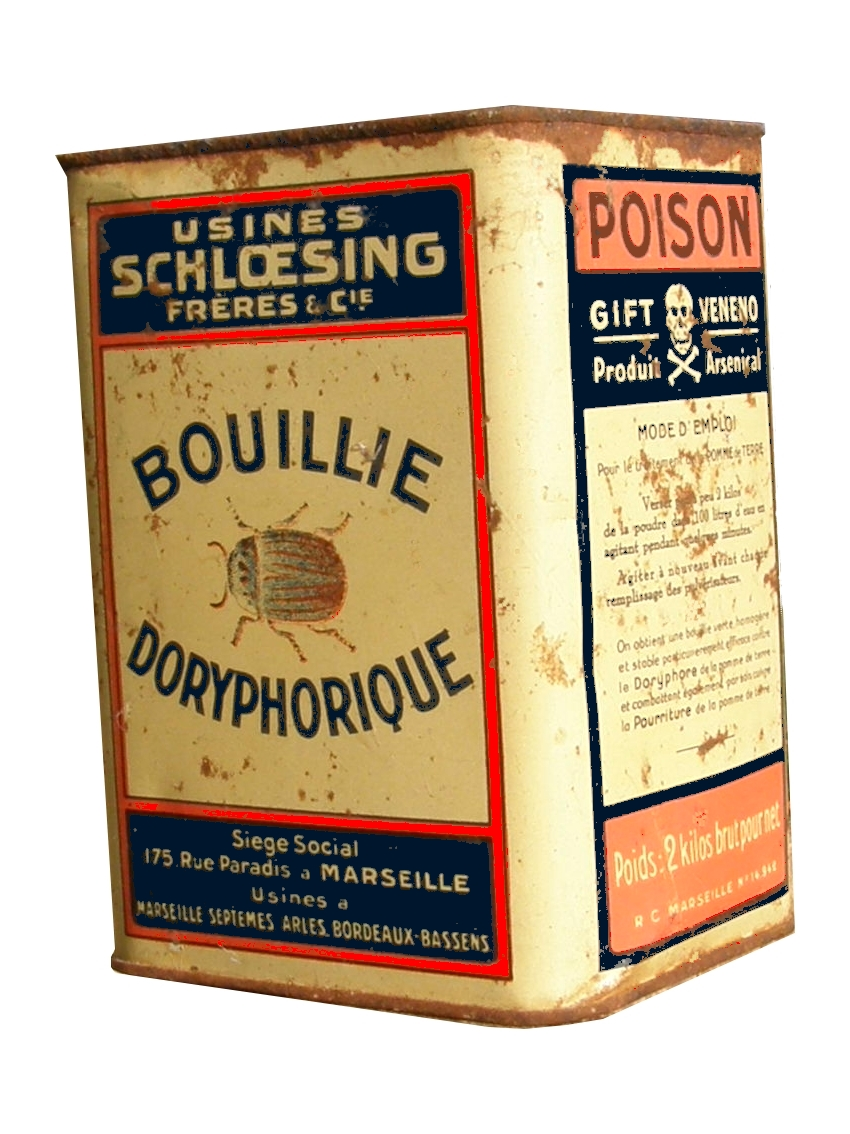
Hochgiftiges Arsen-haltiges Kartoffelkäfer-Insektizid (erste Hälfte 20. Jahrhundert)

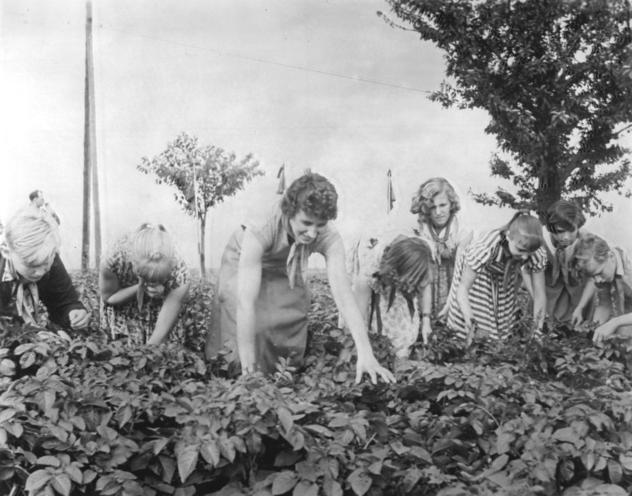
Kartoffelkäfersammeln in der DDR

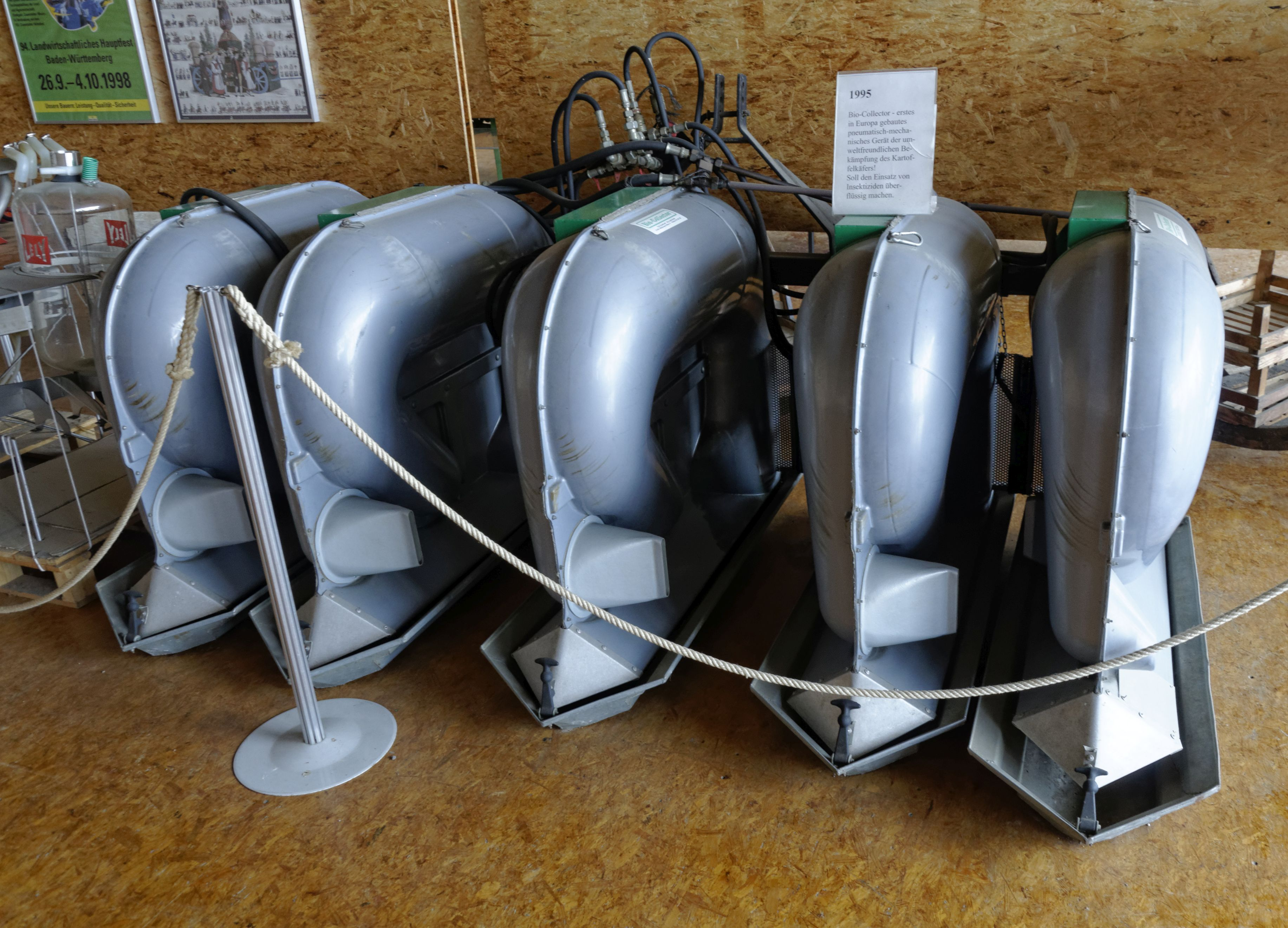
Erstes Modell eines Bio-Collectors

Im Jahr 1935 wurde in Deutschland auf Anregung der Biologischen Reichsanstalt durch den Reichsnährstand der Kartoffelkäfer-Abwehrdienst (KAD) gegründet, der unter anderem eine Kartoffelkäfer-Fibel an die Schulkinder verteilte. Mit dem Slogan „Sei ein Kämpfer, sei kein Schläfer, acht’ auf den Kartoffelkäfer!“ war jeder zur Kartoffelkäferbekämpfung aufgerufen. Die Schulkinder bekamen sogar manchmal schulfrei, um die Käfer einzusammeln. Aus Arbeitslosen oder Schulkindern, vor Kriegsbeginn auch aus Soldaten, wurden in den Dörfern Suchkolonnen gebildet, um Felder nach Kartoffelkäfern abzusuchen. Es gab Fangprämien und Ehrennadeln. Bei stark befallenen Feldern wurde das Kartoffelkraut gerodet und vernichtet, der Boden mit Schwefelkohlenstoff entseucht, die Kartoffelfelder im Umkreis mit Bleiarsen, später mit Kalkarsen besprüht.
1936 wurde in Moutier d’Ahun (Département Creuse) eine französisch-deutsche Arbeitsgemeinschaft zur Kartoffelkäferbekämpfung gegründet, 1940 in Kruft (Eifel) eine Kartoffelkäfer-Forschungsstation eingerichtet (später das Institut für biologische Schädlingsbekämpfung der Biologischen Bundesanstalt).
In Europa hat der Kartoffelkäfer keine natürlichen Fressfeinde. Er wurde daher mit Chemikalien (zunächst Arsenik, später Insektizide aus der Gruppe der chlorierten Kohlenwasserstoffe (HCH und DDT) oder der Gruppe der synthetischen Pyrethroide) bekämpft. Wegen der Gefahr der Entwicklung von Pestizidresistenz ist unter Beachtung der Anwendungsbedingungen eine integrierte Bekämpfungsstrategie mit wechselnden Wirkstoffen erforderlich. Wirksam ist auch eine Infektion der Käfer mit bestimmten Bakterienstämmen, wie dem Bakterium Bacillus thuringiensis tenebrionis.
1995 wurde ein Sammelgerät entwickelt (genannt Bio-Collector). Das pneumatisch-mechanische Gerät bläst die Kartoffelkäfer zunächst von den Pflanzen und saugt sie dann ein. Insektizide sollen damit überflüssig gemacht werden. Die Produktion des Geräts wurde jedoch wieder eingestellt.
2018 wurde ein Prototyp einer neuen Sammelmaschine entwickelt, diese wird auch aktuell noch in verschiedenen Varianten vertrieben (Beetle Collector).
Im Uigurischen Autonomen Gebiet Xinjiang wurde die Wirkung von Endosulfan und Fipronil untersucht. Es wurden bereits mehrere gentechnisch veränderte Kartoffelsorten getestet, die gegen den Kartoffelkäfer resistent sind. Ihnen wird insbesondere in Osteuropa und Russland Potenzial vorhergesagt.
Ein neueres Insektizid zur Bekämpfung des Kartoffelkäfers, das auch im ökologischen Landbau zugelassen ist, ist Spinosad.
Seit Januar 2024 steht den Landwirten in den USA eine neue Waffe gegen den Schädling zur Verfügung, die anders als herkömmliche Pestizide wirkt. Das von der Firma GreenLight Biosciences unter dem Namen Calantha vermarktete Pestizid Lepondra wurde nach einer vierjährigen Prüfung von der Environmental Protection Agency (EPA) zugelassen. Es basiert auf einem Mechanismus namens RNA-Interferenz (RNAi) und zielt auf ein lebenswichtiges Gen, die katalytisch aktive Proteasom Untereinheit  β5 des Kartoffelkäfers, ab. Die doppelsträngige RNA (dsRNA) hemmt die Beseitigung von geschädigten Proteinen, was zur Anhäufung von Poly-ubiquitinierten Proteinen in Kartoffelkäferzellen führt. Das Zielgen ist einzigartig für den Schädling und seine nahen Verwandten, was Schäden an Bestäubern und anderen Arten verhindern soll. Bereits 2017 konnte gezeigt werden, dass dsRNA in Käfern via Nahrungsaufnahme wirksam werden kann.
Käfer und Larven einzusammeln und zu töten ist eine wirksame, auch heute in kleinem Maßstab anwendbare Methode der Bekämpfung.

## Kartoffelkäfer in der Propaganda
Während des Ersten Weltkriegs verbreitete man in Deutschland, dass Frankreich beabsichtige, mit der gezielten Vermehrung des Käfers die Lebensmittelversorgung im Deutschen Reich zu gefährden.
Während des Zweiten Weltkriegs behaupteten sowohl das NS-Regime als auch die Alliierten, Kartoffelkäfer seien von Flugzeugen über dem jeweiligen Feindgebiet abgeworfen worden. So heißt es in einer Meldung des Wehrwirtschafts- und Rüstungsamtes über den Einflug britischer Maschinen in die Gegend von Schönebeck am 19. August 1940: „Abwurf von Wattekügelchen, 1,5 cm Durchmesser. Inhalt lebende Maden. (Vermutlich Kartoffelkäfer.)“ Nachweislich wurden Kartoffelkäfer 1943 von der deutschen Wehrmacht gezüchtet und über der Pfalz (bei Speyer) abgeworfen, um die Eignung als biologische Waffe zu testen.
Nach dem Zweiten Weltkrieg vermehrten sich Kartoffelkäfer in der sowjetischen Besatzungszone Deutschlands sprunghaft, bis um 1950 fast die Hälfte der landwirtschaftlichen Anbaufläche befallen war. Die DDR-Führung war nicht in der Lage, der Katastrophe Herr zu werden, nutzte die Plage aber zu Propaganda-Zwecken im Kalten Krieg, indem sie behauptete, dass eigens in den USA gezüchtete Käfer durch amerikanische Flugzeuge gezielt als biologische Waffe zur Sabotage der sozialistischen Landwirtschaft abgeworfen worden seien. Am 16. Juni 1950 titelte das Zentralorgan der Sozialistischen Einheitspartei Deutschlands (SED), Neues Deutschland: „Gemeinsame Abwehrmaßnahmen gegen Kartoffelkäfer“. Ab 1950 wurde auf Plakaten und in zahlreichen Medienberichten eine Kampagne gegen die „Amikäfer“ oder „Colorado-Käfer“ gestartet, die „Saboteure in amerikanischen Diensten“ genannt wurden. Selbst in ein Gedicht Bertolt Brechts fand diese Legende Eingang.
Für den Frieden

Die Amiflieger fliegen

silbrig im Himmelszelt

Kartoffelkäfer liegen

in deutschem Feld.
Die US-Regierung forderte infolgedessen von der Bundesrepublik Deutschland Gegenmaßnahmen. Man beschloss, Kartoffelkäferattrappen aus Pappe mit einem aufgedruckten „F“ für Freiheit per Post an sämtliche Räte der Gemeinden der DDR zu versenden und solche von Ballons aus abzuwerfen.
Ähnliche propagandistische Kampagnen gab es auch in der Volksrepublik Polen.